# Preuniversitario popular
Un preuniversitario popular, solidario o sin fines de lucro es una institución educacional de Chile que entrega cursos de preparación para la Prueba de Selección Universitaria (PSU) sin cobrar por sus servicios, o cobrando solo el costo de los materiales utilizados, en oposición a los preuniversitarios tradicionales. Se crearon durante los años 1990 como una forma de ayudar a los jóvenes de escasos recursos a ingresar a las universidades. Sus profesores hacen clases en forma gratuita y son principalmente estudiantes universitarios o recién egresados.